# Strathclyde (distillerie)
Pour les articles homonymes, voir Strathclyde.
Strathclyde est une distillerie de whisky située à Glasgow, en Écosse.

## Historique
La distillerie Strathclyde fut créée en 1927 à Glasgow par Scottish Grain Distillery Co. et produit du whisky de grain. Sur le terrain de Strathclyde fut également fondée, en 1957, la distillerie Kinclaith, destinée à la production de whisky de malt. Mais cette dernière fut fermée en 1975 après la reprise par Whitebread & Co pour permettre l'extension de Strathclyde. Aujourd'hui la distillerie fait partie du groupe Pernod Ricard.

## Production
L'eau nécessaire à la production de Strathclyde provient du Loch Katrine. La distillation s'effectue dans sept coffey stills.

## Embouteillage
Le whisky de grain de Strathclyde est destiné à l'élaboration de blends. Il n'existe pas d'embouteillage officiel.